# 2A36 152mmカノン砲

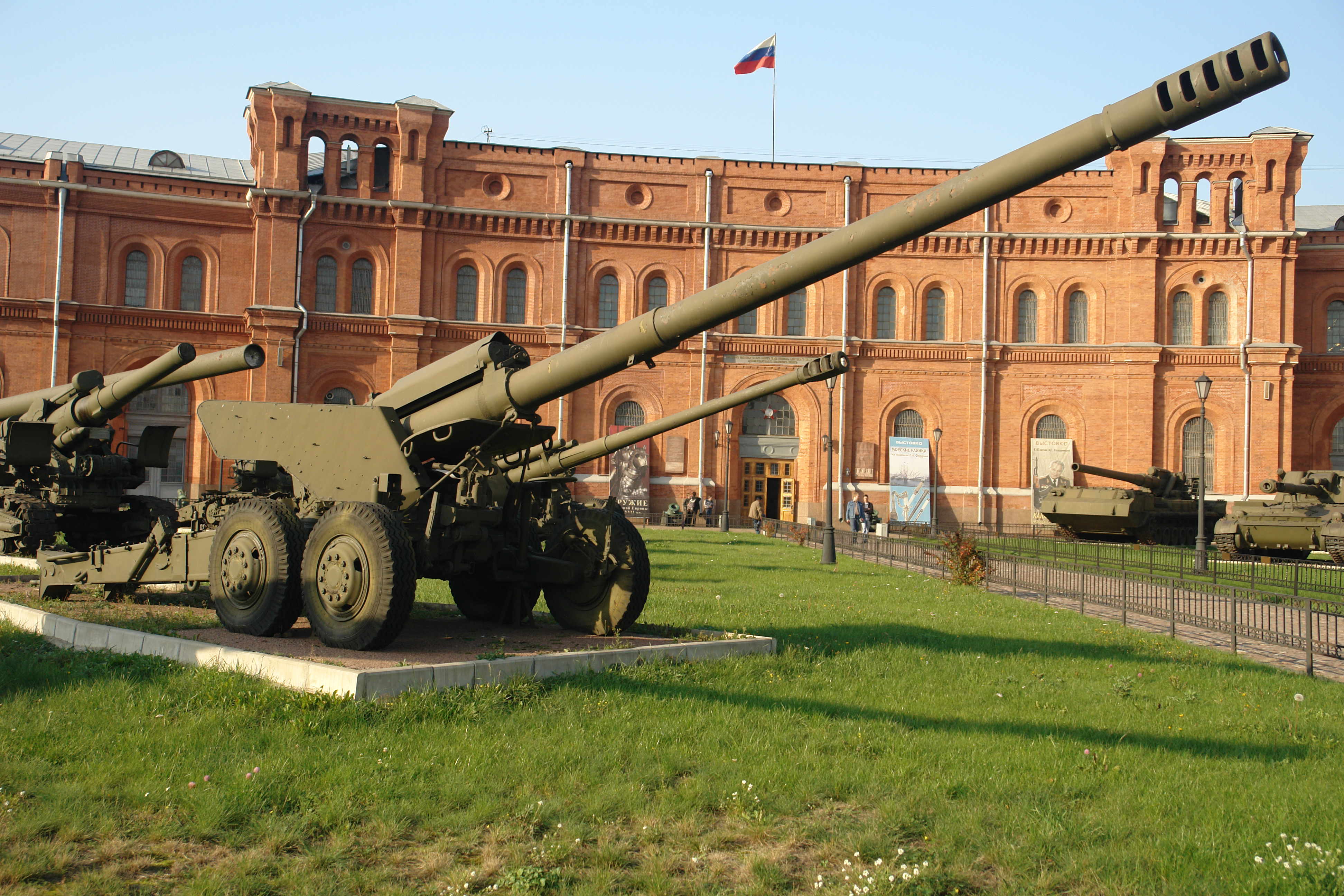
2A36"ギアツィント-B" 152mmカノン砲

2A36 ギアツィント-B（ロシア語: 2А36 Гиацинт-Б）とは、ソビエト連邦が開発した口径152mmのカノン砲である。

## 概要
この砲は1970年代にM-46 130mmカノン砲の後継として開発が始められ、1976年に部隊配備が始められた。この砲を2S3アカーツィヤや2S4チュリパンなどと同じ車体に搭載して自走化させたのが、2S5ギアツィント-Sである。
主砲は54口径という150mmクラスの野戦砲としては異例の長砲身を採用している。この砲はその長射程を活かして敵（主にNATO軍）の部隊や兵器を破壊し、敵砲兵隊を壊滅させる対砲兵砲撃戦を得意とする。M-46と比較して採用国が少ない（旧ソ連構成国以外ではイラクとフィンランド、レバノンのみが採用）が、実戦経験は少なくなく、レバノン内戦末期には同陸軍がイラクの余剰分を入手して、パレスチナ難民キャンプに対する砲撃に用いている。その他、アフガニスタン侵攻やイラン・イラク戦争、湾岸戦争、チェチェン紛争、2020年ナゴルノ・カラバフ紛争で使用されている。

## スペック
- 口径：152mm
- 全長：m
- 全幅：m
- 重量：9,760kg
- 砲身長：8,197mm（54口径）
- 仰俯角：-2°~+57°
- 左右旋回角：左右25°ずつ
- 運用要員：8名
- 発射速度：6発/分（最大）、1発/分（連続射撃時）
- 射程：28,500m（標準榴弾）/33,500m（ロケット補助推進弾）

## 運用国

### 現役
- アゼルバイジャン - 2024年時点で、アゼルバイジャン陸軍が49門を保有[1]。
- ジョージア - 2024年時点で、ジョージア陸軍が3門を保有[2]。
- モルドバ - 2023年時点で、モルドバ陸軍が20門を保有[3]。
- トルクメニスタン - 2024年時点で、トルクメニスタン陸軍が6門を保有[4]。
- ウズベキスタン - 2023年時点で、ウズベキスタン陸軍が140門を保有[5]。